# Shadows Between the Sky
Shadows Between the Sky è il ventisettesimo album in studio del chitarrista statunitense Buckethead, pubblicato il 24 settembre 2009 dalla Hatboxghost Music.

## Il disco
Primo di tre dischi pubblicati nel corso dell'anno, Shadows Between the Sky presenta sonorità simili all'album del 2009 A Real Diamond in the Rough, con elementi ambient e un maggiore uso del sintetizzatore.

## Tracce
Musiche di Buckethead e Dan Monti.
1. Shadows Between the Sky – 3:00
2. Inward Journey – 5:11
3. Chaos of the Unconscious – 2:59
4. Rim of the World – 2:33
5. City of Woe – 2:19 – assente nella versione digitale
6. Sea Wall – 2:38
7. Sled Ride – 3:03
8. Sunken Statue – 2:34
9. Cookies for Santa – 3:30
10. Andrew Henry's Meadow – 2:40
11. Centrum – 2:26
12. The Cliff's Stare – 4:40
13. Greenskeeper – 0:56
14. Wax Paper – 3:07
15. Walk on the Moon – 2:45

## Formazione
- Buckethead – chitarra, effetti sonori

Altri musicisti
- Dan Monti – basso, missaggio[2]